# Corydoras filamentosus
Corydoras filamentosus är en fiskart som beskrevs av Han Nijssen och Isbrücker, 1983. Corydoras filamentosus ingår i släktet Corydoras och familjen Callichthyidae. Inga underarter finns listade i Catalogue of Life.